# Rivière au Castor
Der Fluss Rivière au Castor (französisch für „Biber-Fluss“) ist ein Zufluss der Hudson Bay in der kanadischen Provinz Québec.

## Flusslauf
Der Fluss verläuft in der Jamésie etwa 40 km südlich des Unterlaufs des Flusses La Grande Rivière. Der Stausee Réservoir Robert-Bourassa entstand durch Aufstau der La Grande Rivière und weiterer benachbarter Flüsse wie dem Fluss Rivière au Castor. Der Oberlauf des Flusses und dessen Einzugsgebiet sind nun Teil des Stausees. Unterhalb des Deiches beginnt der verbliebene Flusslauf. Er führt durch den See Lac Kowskatehkakmow und weiter in überwiegend westlicher Richtung. Von rechts fließt dem Fluss der Abfluss des 97 km² großen Sees Lac Duncan zu. Nach 116 km erreicht er die Hudson Bay. Das Einzugsgebiet des Flusses umfasst 3004 km².